# Никострат (песник)
Никострат (грч. Νικοστρατος) био је грчки драмски писац средње комедије. За њега се говорило да је најмлађи Аристофанов син. Фотије тврди да је Никострат скочио са Леукадијске стене због неузвраћене љубави према жени по имену Тетигида (стгрч. ΤεττιγιδαίαΤεττιγιδαία).

## Сачувани наслови и фрагменти
Следећа двадесет три наслова, заједно са припадајућим фрагментима, су све што је опстало од Никостратовог дела:
- Favorite Slave
- Female Love-Rival
- Antyllus
- Man Being Driven Away
- Kings
- The Accuser
- Hecate
- Hesiod
- The Hierophant
- The Bed
- Laconians
- The Cook
- Oenopion
- The Bird-Catcher
- Pandarus
- Pandrosus
- Woman Swimming Alongside
- Citizens
- Wealth
- The Syrian
- The Moneylender
- The Falsely-Branded
- The Bustard-Bird